# 科教片
科教片是一种电影，其主要目的是科学教育。科教片已经作为其它教学方法的替代，被用于课堂。

## 文化意义
许多在学校放映的科教片都属于长的系列——例如，讲述科学原理和实验的影片往往分为若干集，每一集讨论一个具体的实验或原理。
1980年代末到1990年代初，许多英国学生在他们的小学时期，都在课堂上观看了数百集英国制作的科教片（它们的风格和制作都非常相似）。因此，这些影片的讲述风格和与众不同的色彩搭配（“科学”看起来是正蓝色背景等) ，使得那一代的孩子可以立即被分辨出来。这一现象曾被英国电视系列《看看周围》用来恶搞这些影片。

## 对通过电影和视频进行学习的教育益处的研究
对于通过电影和特殊的电视进行学习，许多早期心理学研究发现，这种方式并不如通过文字。研究也包括了对看报纸上的报道和看电视新闻之间的比较。在这些早期研究中，记忆力总是强于那些阅读报道的人。这表明，它主要取决于个人控制信息传送速度的能力。在阅读时，你可以在任何时候暂停，但在课堂上看电视或电影时却不可能这样。在线视频的出现改变了这种情况，因为它可以轻易暂停和倒退。最近的研究显示，视频和文字这两种媒体之间已没有记忆力差异了。研究还印证了可能会发生认知超负荷这一想法，因为观看者需要同时处理声音和图像。电影的精心设计可以缓解这一点。例如，声音的焦点按照视频图像发出清晰的信号，有助于观看者将二者合并。然而，过多的信息，或多余的信息，则会降低学习效果。在线视频网站如YouTube的成长，已经大大地增加了潜在的学习者创造、发布和教育的机会。

## 著名科教片生产商列表
- 贝尔系统
- 原子核公司（英语：Centron Corporation）
- 宝冠影业（英语：Coronet Films）
- 锡德·戴维斯（英语：Sid Davis）
- 迪斯尼教育制作
- 大英百科全书影业（英语：Encyclopædia Britannica Films）
- 贾姆·汉迪（英语：Jam Handy）
- lynda.com（英语：lynda.com）
- 媒体教育基金会（英语：Media Education Foundation）
- 詹姆斯·梅尔（英语：James Myer）
- 加拿大国家电影局
- 新一天影业（英语：New Day Films）
- 施莱辛格媒体（英语：Schlessinger Media）

## 扩展阅读
- Devin Orgeron; Marsha Orgeron; Dan Streible.  [关灯学习：科教片在美国]. 纽约: 牛津大学出版社. 2012 （英语）.